# زمین‌لرزه ۲۰۰۶ مندوزا
زمین‌لرزه مندوزا  در تاریخ ۵ اوت ۲۰۰۶ میلادی، برابر با ‎۱۴ مرداد ۱۳۸۵، ساعت ۱۴:۰۳:۴۳ به زمان یوتی‌سی در آرژانتین ، منطقه مندوزا رخ داد. ژرفای این زلزله ۲۲ کیلومتر بود، و بزرگی آن ۵٫۶ در مقیاس Mw اعلام شده‌است. زمین‌لرزه به وقت محلی در روز شنبه، ساعت ۱۱ روی داده و منطقه زمانی آن یوتی‌سی -۳ بوده‌است (با لحاظ تغییر ساعت تابستانی).
سازمان زمین‌شناسی آمریکا نیز رومرکز این زمین‌لرزه را در مختصات ۳۳°۰۷′۵۲″جنوبی ۶۸°۴۲′۲۵″غربی / ۳۳٫۱۳۱°جنوبی ۶۸٫۷۰۷°غربی و ژرفای آنرا در ۲۲ کیلومتر گزارش کرده‌است. بزرگی برگزیدهٔ این سازمان از میان بزرگیهای محاسبه‌شدهٔ مختلف ۵٫۶ در مقیاس Mw بوده و از دید اثر، در میان چهار دسته‌بندی «نامحسوس»، «محسوس»، «زیان‌آور» یا «با تلفات»، زلزله را «زیان‌آور» اعلام کرده‌است.
پروژهٔ «تنسور گشتاور مرکزوار» زاویه‌های (راستا، شیب، ریک) گسل سازندهٔ زمین‌لرزه و صفحه عمود بر آنرا (°۱۳۷، °۳۹، °۴۴) یا (°۱۰، °۶۴، °۱۲۰) و نوع گسل را «معکوس» فرارسانده‌است.